# Новелла (провинция Тренто)
Нове́лла (итал. Novella) — коммуна в Италии, расположена в автономной области Трентино-Альто-Адидже, подчиняется административному центру Тренто.
Население коммуны, на 01.01.2025 года, составляет 3562 человека, плотность населения ─ 77,24 чел./км². Коммуна занимает площадь 46,11 км².
Почтовый индекс — 38028. Телефонный код — 0463.

## История
Коммуна Новелла была образована 1 января 2020 года в результате объединения соседних муниципалитетов Брец, Каньо, Клоц, Рево и Ромалло.

## Климат
Согласно климатической классификации итальянских коммун, коммуна Новелла входит в климатическую зону F, количество градусо-дней составляет 3516.